# Kam Laï Wong
Kam-Laï Wong (黄錦麗) est une artiste-peintre et sculptrice chinoise, née en 1973 à Zhongshan Shekki (Guangdong, Chine).

## Biographie
De 1979 à 1986, Kam-Laï passe son enfance à Macao et dans diverses régions en Chine. En 1986, sa famille emménage à Hong Kong où elle participe au Duke Edinburgh's Award et commence l'apprentissage du dessin, de la peinture et de la calligraphie chinoise. Parallèlement à sa passion, elle suit des cours de biologie à l’Université de Sciences et Technologies de Hong Kong et obtient en 1997 une Licence ès sciences en biologie. Par la suite, elle continue sur la voie artistique, donne des cours de dessins aux enfants (jusqu'en 1999) et commence à se faire connaître à travers plusieurs expositions collectives à Hong Kong et à Macao. Son travail se nourrit de ses multiples voyages sur le territoire chinois et de son activité d'assistante sociale auprès des personnes âgées.
De 1997 à 1999, Kam-Laï étudie le français, ce qui l'amène à poursuivre des études de français à l'Université de Savoie jusqu'en 2000. Elle quitte Chambéry pour Nice puis entre à l'École Municipale d’Arts Plastiques de Monaco.
Son voyage dans le sud-est de la France se prolongera à Marseille où elle entre à l'École Supérieure des Beaux-Arts de Marseille (ESBAM)pour obtenir le Diplôme National d'Arts Plastiques (DNAP) en 2003 puis le Diplôme National Supérieur d'Expression Plastique (DNSEP) en 2005.
Pendant sa formation, elle participe à un stage au Théâtre Gyptis de Marseille et à un programme d'échange avec l’Université d’art de Berlin pendant six mois.
Elle reviendra à l'ESBAM en 2006, mais cette fois en tant dans le cadre d'une résidence d'artiste. En 2007, elle porte le projet d’une installation in situ au Pavillon de Lanfant d’Aix-en-Provence en collaboration avec l’I.U.P. A.I.C. d’Arles.
Kam-Laï multiplie ses projets entre Marseille et Paris puis quitte la France en 2009 pour la Chine où elle reprendra ses collaborations avec les enfants.

## Expositions collectives
2007
Galerie Edgar le marchand d’art Paris.
Galerie Art Avantage Paris.
2006
Maison de la Corse de Marseille organisée par le Passage de l’Art. 
Galerie ESP’ARTS de Marseille.
2003-2005
Instituts Universitaires de Formation des Maîtres (IUFM) de Marseille.
Red Box, Centre d’art de Barjols.
École Supérieure de Commerce de Marseille.
1994-1998
Hong Kong Visual Arts Centre, Hong Kong Cultural Centre Exhibition Gallery.

## Expositions individuelles
2010
- "Zone Bleue" Centre Design Marseille

2008
- "L"Autre sens", Cassis.
- "Autour des visages", Espace Van Gogh, Arles.

2007
- "Balades urbaines", Centre Design Marseille.
- Edgar le Marchand d'arts Paris

2006
- Le Passage (salon d'art et de thé) d'Aix-en-Provence.
- La société Honoré de Marseille.
- L'agence du crédit Lyonnais de la Rotonde d'Aix-en-Provence.
- Collège Vieux-Port de Marseille organisé par le Passage de l'Art.

2005
- Galerie du Tableau bis - École Supérieure des Beaux-arts de Marseille.
- La Maison de Gardanne.

## Ses œuvres
- Peintures

1. Scènes publiques, Paris, huile sur toile, 2007
2. Portraits des élèves I et II, Marseille, huile sur toile, 2006
3. Visage I, II et III, huile et encre sur papier, 2005
4. Au regard, Hong Kong, huile sur toile , 2004
5. Quelque part, Hong Kong, huile sur toile, 2003

- Sculptures

1. Série Niwawa, bustes en argile blanche 2006
2. Série de sculptures grandeur nature, sur savon 2008

## Liens
- KAM LAI WONG
- ARTactif
- Ecole des Beaux Arts de Marseille
- Exposition "Balades Urbaines", Centre Design Marseille
- Agenda culturel